# Асир
Асир (арап. عسير) је провинција на југозападу Саудијске Арабије. Главни град провинције је Абха. Асир има 2.188.461 становника и површину од 81.000 km². Густина насељености је 27 по квадратном километру.